# Leptotarsus perdistinctus
Leptotarsus perdistinctus är en tvåvingeart som först beskrevs av Alexander 1942.  Leptotarsus perdistinctus ingår i släktet Leptotarsus och familjen storharkrankar.
Artens utbredningsområde är Peru. Inga underarter finns listade i Catalogue of Life.